# 蛙疱疹病毒属
蛙疱疹病毒属（學名：Batrachovirus）是皰疹病毒目異皰疹病毒科的一個屬，以蛙類為宿主，共包含三種病毒，其中為模式種為蛙疱疹病毒1型（Ranid herpesvirus 1, RaHV-1），可在蛙類的腎臟造成腺癌，即Lucké肿瘤（Lucké tumor）。

## 物種
本屬包含以下三種病毒：
- 蛙疱疹病毒1型（Ranid herpesvirus 1, RaHV-1, LTHV）
- 蛙疱疹病毒2型（Ranid herpesvirus 2, RaHV-2）
- 蛙疱疹病毒3型（Ranid herpesvirus 3, RaHV-3）

## 病毒學
蛙疱疹病毒属的病毒外形為二十面體，具有外膜，直徑為150–200奈米，基因組為線型雙股DNA，長度介於220–231kb之間。